# Tipula (Eumicrotipula) fuegiensis
Tipula (Eumicrotipula) fuegiensis is een tweevleugelige uit de familie langpootmuggen (Tipulidae). De soort komt voor in het Neotropisch gebied.